# Peter Jefferies
Peter Jefferies (...) è un musicista neozelandese noto per essere stato membro dei gruppi Nocturnal Projections e This Kind of Punishment, nonché per il suo vasto lavoro solista e in collaborazione con altri musicisti.

## Biografia
Nel 1981 con suo fratello Graeme Jefferies formò la band post-punk Nocturnal Projections nella quale Peter era batterista e cantante e il fratello chitarrista e che pubblicò tre EP e un singolo e tenne regolarmente dei concerti a New Plymouth e ad Auckland; quando questa esperienza si concluse nel 1983, i fratelli formarono un nuovo gruppo, This Kind of Punishment, che pubblicò tre album e un EP con la Flying Nun Records e la Xpressway Records, sciogliendosi poi nel 1985 ma pubblicando postumo un ultimo album nel 1987. Peter si trasferì a Dunedin dove conosce un altro musicista, Alastair Galbraith, insieme al quale formò un duo di breve durata, i The Rip; qui conosce e si confronta con altri artisti del posto iniziando una ricerca sperimentale avulsa dalla ricerca del successo. Qui intraprese una carriera da solista pubblicando nel 1987 un album di brani strumentali, At Swim 2 Birds, registrato in due settimane e suonato interamente da solo (percussioni, chitarra e pianoforte elettrico) con l'amico Jono Lonie alla chitarra e al violino.
Insieme ad Alastair Galbraith formò anche i Plagal Grind, gruppo dalla breve vita che pubblicò due EP, Catapult e Swerve, con la Xpressway, e poi, nell'estate del 1989, i Cyclops insieme a Bruce Blucher, Kathy Bull e Andre Richardson, con i quali pubblicò alcuni singoli e un album.
All'inizio degli anni novanta divenne noto anche negli USA grazie alla pubblicazione di alcuni suoi lavori in America, sia precedenti e più recenti, e che lo portò a collaborare con altri musicisti e gruppi musicali. Negli anni novanta pubblicò alcuni album da solista come The Last Great Challenge in a Dull World nel 1990 ed Electricity nel 1994 alternandosi a collaborazioni con altri musicisti come ad esempio i 2 Foot Flame, con i quali produsse due album, e con i Mecca Normal. Nel 2002 si ritirò dall'attività professionale per dedicarsi all'insegnamento.

## Discografia

### Solista
Album
- 1987 - At Swim 2 Birds (con Jono Lonie)
- 1990 - The Last Great Challenge in a Dull World
- 1994 - Electricity
- 1996 - Elevator Madness
- 1998 - Substatic
- 2001 - Closed Circuit

Compilation
- 1996 - A Chorus of Interludes
- 2019 - Clutter
- 2019 - Last Ticket Home

Live
- 1998 - Live to Air (singolo)

### Collaborazioni
Con i This Kind of Punishment
- vedi This Kind of Punishment

Con i Nocturnal Projections
- vedi Nocturnal Projections

Con i 2 Foot Flame
- 1995 - 2 Foot Flame
- 1997 - Ultra Drowning

Con i Cyclops
- 1991 - Simpleton / Lunar Fall (singolo)
- 1993 - Light / Spolcyc (singolo)
- 1994 - Goat Volume (LP)

Singoli ed EP
- 1986 - Randolph's Going Home (con Shayne Carter)
- 1990 - Catapult (con Robbie Muir)
- 1992 - Swerve (con Robbie Muir)
- 1992 - Knocked Out or Thereabouts (con Shayne Carter)
- 1993 - Crossover (con Stephen Kilroy)
- 1999 - Ghost Writer (con Chris Smith)